# Deposit (village, New York)
Deposit est un village des comtés de Broome et Delaware, dans l' État de New York, aux États-Unis,. En 2010, il comptait une population de 1 663 habitants, estimée au 1er juillet 2019 à 1 522 habitants. Le village est incorporé en 1811.

## Démographie
Lors du recensement de 2010, le village comptait une population de 1 663 habitants. Elle est estimée, en 2019, à 1 522 habitants.